# Харклесс, Морис
Морис Хосе «Mo» Харклесс (англ. Maurice José "Moe" Harkless; род. 11 мая 1993 года, Нью-Йорк, штат Нью-Йорк) — американский баскетболист, в последнее время выступавший за фарм-клуб «Портленд Трэйл Блэйзерс» «Рип-Сити Ремикс» в Джи-Лиге НБА.

## Профессиональная карьера

### Орландо Мэджик (2012—2015)
28 июня 2012 года Харклесс был выбран под общим 15-м номером командой «Филадельфия-76» на драфте 2012 года, но сразу же был обменян в «Орландо Мэджик». Харклесс впечатлял своей игрой в первый сезон в НБА, набирая в среднем 8,2 очка за игру и обеспечивая хорошую защиту. Он оформлял больше 10 очков 29 раз и четыре раза набрал более 20 очков, включая рекордные в карьере 28 очков 1 апреля против «Хьюстон Рокетс». За сезон он записал один дабл-дабл, набрав 19 очков и сделав рекордные в карьере 14 подборов 2 февраля против «Милуоки Бакс». У него был как минимум один перехват в 50 играх и два или более перехвата 22 раза, включая рекордные в карьере шесть перехватов 15 марта против «Оклахома-Сити Тандер».
Харклесс начал сезон 2013/14, выходя в старте вместе с Арроном Аффлало и Джамиром Нельсоном. Когда Виктор Оладипо был включен в стартовый состав, тренер Жак Вон решил использовать на фланге комбинации из Нельсона, Оладипо, Аффлало и Тобиаса Харриса. Из-за этого количество минут Харклесса сократилось по сравнению с его дебютным сезоном. Он оформлял более 10 очков 30 раз и трижды набрал более 20 очков, включая рекорд сезона - 22 очка 6 января против «Лос-Анджелес Клипперс» и 25 февраля против «Вашингтон Уизардс». За сезон он сделал один дабл-дабл, набрав 12 очков и сделав рекорд сезона в виде 10 подборов 8 марта против «Сан-Антонио Спёрс». Он сделал по крайней мере один перехват 54 раза и совершил два или более перехвата 31 раз, включая рекорд сезона — пять перехватов 5 марта против «Хьюстона». В сезоне 2013/14 Харклесс набирал в среднем 7,4 очка, 3,3 подбора и 1,0 передачи за 24,4 минуты за игру. Он улучшил свои трехочковые броски, увеличив процент попаданий с 27,4 процента в дебютном сезоне до 38,3 процента во втором.
Игровая роль Харклесса сильно уменьшилась в сезоне 2014/15, где он получил минимальное игровое время, что  создало вопросы о его будущем в клубе. В течение своего третьего сезона в «Орландо» Харклесс сыграл всего 45 игр, что является самым низким показателем в карьере, несмотря на отсутствие травм. Харклесс сидел на скамейке позади своих партнеров Тобиаса Харриса и Аарона Гордона в сезоне 2014/15 и выходил в среднем на 15 минут за игру. 18 марта против «Даллас Маверикс» Харклесс вышел в стартовом составе вместо Харриса и отыграл 36 минут. Он набрал 18 очков при 8 из 15 точных попаданий, включая два трёхочковых, сделал шесть подборов и записал четыре перехвата. Однако в следующей игре против «Портленд Трэйл Блэйзерс» Харклесс промахнулся пять из шести бросков и закончил игру с двумя очками за 28 минут. За оставшуюся часть сезона он не увеличил свою роль в клубе.

### Портленд Трэйл Блэйзерс (2015—2019)
14 июля 2015 года Харклесс был обменян в «Портленд Трэйл Блэйзерс» в обмен на пик второго раунда драфта 2020 года. К концу сезона 2015/16 Харклесс прошел путь от игрока скамейки запасных до стартовой пятерки. В конце сезона «Портленд» начал играть маленькой пятеркой, введя Харклесса в состав. Набирая в среднем по 6,4 очка и 3,6 подбора за игру в регулярном чемпионате, Харклесс в плей-офф увеличил свои показатели до 11 очков и 5,1 подбора соответственно.
10 февраля 2016 года Харклесс установил рекорд сезона, набрав 19 очков и сделав 13 подборов в победе над «Хьюстон Рокетс». 5 апреля 2016 года он набрал максимальные в сезоне 20 очков и сделал максимальные в карьере 16 подборов в победе над «Сакраменто Кингз».
Ожидалось, что летом Харклесс будет переподписан, но когда «Трэйл Блэйзерс» пополнились Эваном Тернером и приобрели Аллена Крэбба, стало ясно, что Харклесс отправится в другое место. Однако 27 июля 2016 года Харклесс подписал новый четырехлетний контракт на 40 миллионов долларов, чтобы остаться в команде. После экспериментов с различными составами в начале предсезонки тренер Терри Стоттс быстро вернул Харклесса на позицию стартового легкого форварда, которую тот сохранил на протяжении большей части сезона. После того, как в дебютном матче против «Юты Джаз» Харклесс не набрал ни одного очка и сделал один подбор, во второй игре сезона против «Лос-Анджелес Клипперс» 27 октября он набрал 23 очка и восемь подборов. 30 ноября против «Индианы Пэйсерс» Харклесс набрал максимальные в сезоне 23 очка. В сезоне 2016/17 Харклесс улучшил свой 3-очковый бросок, увеличив процент попаданий с 28 до 35 процентов. Сообщалось, что Харклессу полагается бонус в размере 500 000 долларов, если он будет попадать с 3-очковой линии с точностью выше 35 процентов. Набрав за четыре игры до конца сезона 351 очко, Харклесс отказался от трехочковых бросков и даже пропустил одну из четырех игр по не связанным с этим причинам.
Харклесс начал сезон 2017/18 в качестве стартового легкого форварда, но потерял это место, набрав в среднем 4,5 очка и 3,8 подбора за первые 18 игр. 23 декабря в матче с «Лос-Анджелес Лейкерс» он набрал максимальные в сезоне 22 очка. Он то попадал в ротацию, то выбывал из нее, пока травма Эвана Тернера в феврале не привела к возвращению Харклесса в стартовый состав. В сезоне 2017/18 он принял участие в 59 матчах, после того как в конце марта ему сделали операцию на левом колене, из-за чего он пропустил последние девять матчей регулярного чемпионата и два из четырех матчей «Портленда» в плей-офф.
В первой половине сезона 2018/19 Харклесс пропустил 14 игр из-за проблем с левым коленом. 9 апреля 2019 года он набрал 26 очков и забросил трехочковый с угла под занавес матча, благодаря чему «Трэйл Блэйзерс» одержали победу над «Лейкерс».

### Нью-Йорк Никс (2020)
6 февраля 2020 года Харклесс был обменян в «Нью-Йорк Никс» на Маркуса Морриса в рамках трехсторонней сделки с «Вашингтон Уизардс», при этом «Лос-Анджелес» отправил Джерома Робинсона в «Вашингтон» в обмен на Айзею Томаса.

### Майами Хит (2020—2021)
23 ноября 2020 года Харклесс подписал контракт с «Майами Хит».

### Сакраменто Кингз (2021—2022)
25 марта 2021 года Харклесс и Крис Силва были обменяны в «Сакраменто Кингз» на Неманью Бьелицу. 7 августа 2021 года Харклесс переподписал контракт с «Кингз».
6 июля 2022 года Харклесс был обменян в «Атланту Хокс» вместе с Джастином Холидеем и пиком первого раунда драфта 2024 года на Кевина Хьюртера. Позже в межсезонье, 27 сентября, Харклесс был снова обменян в «Оклахома-Сити Тандер» вместе с пиком второго раунда на Вита Крейчи, чтобы «Атланта» не попала под налог на роскошь. Через три дня, 30 сентября, Харклесс был снова обменян вместе с Таем Джеромом, Дерриком Фейворсом, Тео Маледоном и будущим выбором второго раунда в «Хьюстон Рокетс» в обмен на Дэвида Нвабу, Стерлинга Брауна, Трея Берка и Маркеса Крисса. 11 октября Харклесс был отчислен.

### Рип-Сити Ремикс (2023—2024)
26 ноября 2023 года Харклесс присоединился к команде «Рип-Сити Ремикс» из Джи-Лиги НБА.

## Карьера в национальной сборной
В январе 2014 года Харклесс заявил о своей заинтересованности в выступлении за сборную Пуэрто-Рико на Кубке мира по баскетболу ФИБА 2014 после ряда встреч с тренером Пако Ольмосом. Однако в июле 2014 года он снял свою кандидатуру с соревнований в пользу подготовки к сезону НБА 2014/15. Год спустя Харклесс дебютировал за сборную Пуэрто-Рико.

## Статистика

### Статистика в НБА
| Сезон   | Команда    | Регулярный сезон | Регулярный сезон          | Регулярный сезон         | Регулярный сезон         | Регулярный сезон                      | Регулярный сезон                   | Регулярный сезон            | Регулярный сезон           | Регулярный сезон              | Регулярный сезон              | Регулярный сезон         | Серия плей-офф  | Серия плей-офф            | Серия плей-офф           | Серия плей-офф           | Серия плей-офф                        | Серия плей-офф                     | Серия плей-офф              | Серия плей-офф             | Серия плей-офф                | Серия плей-офф                | Серия плей-офф           |
| Сезон   | Команда    | Сыгранные матчи  | Матчи в стартовой пятёрке | Количество минут за игру | Процент попаданий с игры | Процент попадания трёхочковых бросков | Процент попадания штрафных бросков | Количество подборов за игру | Количество передач за игру | Количество перехватов за игру | Количество блок-шотов за игру | Количество очков за игру | Сыгранные матчи | Матчи в стартовой пятёрке | Количество минут за игру | Процент попаданий с игры | Процент попадания трёхочковых бросков | Процент попадания штрафных бросков | Количество подборов за игру | Количество передач за игру | Количество перехватов за игру | Количество блок-шотов за игру | Количество очков за игру |
| ------- | ---------- | ---------------- | ------------------------- | ------------------------ | ------------------------ | ------------------------------------- | ---------------------------------- | --------------------------- | -------------------------- | ----------------------------- | ----------------------------- | ------------------------ | --------------- | ------------------------- | ------------------------ | ------------------------ | ------------------------------------- | ---------------------------------- | --------------------------- | -------------------------- | ----------------------------- | ----------------------------- | ------------------------ |
| 2012/13 | Орландо    | 76               | 59                        | 26,0                     | 46,1                     | 27,4                                  | 57,0                               | 4,4                         | 0,7                        | 1,2                           | 0,8                           | 8,2                      | Не участвовал   | Не участвовал             | Не участвовал            | Не участвовал            | Не участвовал                         | Не участвовал                      | Не участвовал               | Не участвовал              | Не участвовал                 | Не участвовал                 | Не участвовал            |
| 2013/14 | Орландо    | 80               | 41                        | 24,4                     | 46,4                     | 38,3                                  | 59,4                               | 3,3                         | 1,0                        | 1,2                           | 0,6                           | 7,4                      | Не участвовал   | Не участвовал             | Не участвовал            | Не участвовал            | Не участвовал                         | Не участвовал                      | Не участвовал               | Не участвовал              | Не участвовал                 | Не участвовал                 | Не участвовал            |
| 2014/15 | Орландо    | 45               | 4                         | 15,0                     | 39,9                     | 17,9                                  | 53,7                               | 2,4                         | 0,6                        | 0,7                           | 0,2                           | 3,5                      | Не участвовал   | Не участвовал             | Не участвовал            | Не участвовал            | Не участвовал                         | Не участвовал                      | Не участвовал               | Не участвовал              | Не участвовал                 | Не участвовал                 | Не участвовал            |
| 2015/16 | Портленд   | 78               | 14                        | 18,7                     | 47,4                     | 27,9                                  | 62,2                               | 3,6                         | 0,9                        | 0,6                           | 0,4                           | 6,4                      | 11              | 11                        | 24,7                     | 42,7                     | 34,1                                  | 48,0                               | 5,1                         | 0,6                        | 0,9                           | 0,3                           | 11,0                     |
| 2016/17 | Портленд   | 77               | 69                        | 28,9                     | 50,3                     | 35,1                                  | 62,1                               | 4,4                         | 1,1                        | 1,1                           | 0,9                           | 10,0                     | 4               | 4                         | 24,8                     | 29,4                     | 16,7                                  | 87,5                               | 3,3                         | 0,8                        | 1,0                           | 1,0                           | 7,3                      |
| 2017/18 | Портленд   | 59               | 37                        | 21,4                     | 49,5                     | 41,5                                  | 71,2                               | 2,7                         | 0,9                        | 0,8                           | 0,7                           | 6,5                      | 2               | 1                         | 26,7                     | 53,8                     | 33,3                                  | -                                  | 4,0                         | 2,0                        | 0,0                           | 0,5                           | 8,0                      |
| 2018/19 | Портленд   | 60               | 53                        | 23,6                     | 48,7                     | 27,5                                  | 67,1                               | 4,5                         | 1,2                        | 1,1                           | 0,9                           | 7,7                      | 16              | 16                        | 24,2                     | 47,7                     | 25,0                                  | 63,9                               | 4,9                         | 1,4                        | 1,1                           | 1,0                           | 8,4                      |
| 2019/20 | Клипперс   | 50               | 38                        | 22,8                     | 51,6                     | 37,0                                  | 57,1                               | 4,0                         | 1,0                        | 1,0                           | 0,6                           | 5,5                      | Не участвовал   | Не участвовал             | Не участвовал            | Не участвовал            | Не участвовал                         | Не участвовал                      | Не участвовал               | Не участвовал              | Не участвовал                 | Не участвовал                 | Не участвовал            |
| 2019/20 | Нью-Йорк   | 12               | 10                        | 23,8                     | 45,5                     | 28,0                                  | 62,5                               | 3,3                         | 1,7                        | 0,8                           | 0,3                           | 6,8                      | Не участвовал   | Не участвовал             | Не участвовал            | Не участвовал            | Не участвовал                         | Не участвовал                      | Не участвовал               | Не участвовал              | Не участвовал                 | Не участвовал                 | Не участвовал            |
| 2020/21 | Майами     | 11               | 3                         | 11,2                     | 38,5                     | 45,5                                  | 0,0                                | 1,2                         | 0,6                        | 0,2                           | 0,4                           | 1,4                      | Не участвовал   | Не участвовал             | Не участвовал            | Не участвовал            | Не участвовал                         | Не участвовал                      | Не участвовал               | Не участвовал              | Не участвовал                 | Не участвовал                 | Не участвовал            |
| 2020/21 | Сакраменто | 26               | 20                        | 24,9                     | 42,1                     | 24,7                                  | 80,5                               | 2,9                         | 1,4                        | 1,1                           | 0,6                           | 6,9                      | Не участвовал   | Не участвовал             | Не участвовал            | Не участвовал            | Не участвовал                         | Не участвовал                      | Не участвовал               | Не участвовал              | Не участвовал                 | Не участвовал                 | Не участвовал            |
| 2021/22 | Сакраменто | 47               | 24                        | 18,4                     | 45,9                     | 30,7                                  | 71,4                               | 2,4                         | 0,5                        | 0,6                           | 0,5                           | 4,6                      | Не участвовал   | Не участвовал             | Не участвовал            | Не участвовал            | Не участвовал                         | Не участвовал                      | Не участвовал               | Не участвовал              | Не участвовал                 | Не участвовал                 | Не участвовал            |
|         | Всего      | 621              | 372                       | 22,6                     | 47,4                     | 32,0                                  | 62,4                               | 3,5                         | 0,9                        | 0,9                           | 0,6                           | 6,9                      | 33              | 32                        | 24,6                     | 43,6                     | 28,9                                  | 60,9                               | 4,7                         | 1,1                        | 1,0                           | 0,7                           | 9,1                      |

### Статистика в Джи-Лиге
| Сезон   | Команда         | Регулярный сезон | Регулярный сезон          | Регулярный сезон         | Регулярный сезон         | Регулярный сезон                      | Регулярный сезон                   | Регулярный сезон            | Регулярный сезон           | Регулярный сезон              | Регулярный сезон              | Регулярный сезон         | Серия плей-офф  | Серия плей-офф            | Серия плей-офф           | Серия плей-офф           | Серия плей-офф                        | Серия плей-офф                     | Серия плей-офф              | Серия плей-офф             | Серия плей-офф                | Серия плей-офф                | Серия плей-офф           |
| Сезон   | Команда         | Сыгранные матчи  | Матчи в стартовой пятёрке | Количество минут за игру | Процент попаданий с игры | Процент попадания трёхочковых бросков | Процент попадания штрафных бросков | Количество подборов за игру | Количество передач за игру | Количество перехватов за игру | Количество блок-шотов за игру | Количество очков за игру | Сыгранные матчи | Матчи в стартовой пятёрке | Количество минут за игру | Процент попаданий с игры | Процент попадания трёхочковых бросков | Процент попадания штрафных бросков | Количество подборов за игру | Количество передач за игру | Количество перехватов за игру | Количество блок-шотов за игру | Количество очков за игру |
| ------- | --------------- | ---------------- | ------------------------- | ------------------------ | ------------------------ | ------------------------------------- | ---------------------------------- | --------------------------- | -------------------------- | ----------------------------- | ----------------------------- | ------------------------ | --------------- | ------------------------- | ------------------------ | ------------------------ | ------------------------------------- | ---------------------------------- | --------------------------- | -------------------------- | ----------------------------- | ----------------------------- | ------------------------ |
| 2023/24 | Рип-Сити Ремикс | 14               | 2                         | 21,2                     | 49,2                     | 34,6                                  | 66,7                               | 3,1                         | 0,9                        | 0,5                           | 0,7                           | 5,8                      | Не участвовал   | Не участвовал             | Не участвовал            | Не участвовал            | Не участвовал                         | Не участвовал                      | Не участвовал               | Не участвовал              | Не участвовал                 | Не участвовал                 | Не участвовал            |
|         | Всего           | 14               | 2                         | 21,2                     | 49,2                     | 34,6                                  | 66,7                               | 3,1                         | 0,9                        | 0,5                           | 0,7                           | 5,8                      | Не участвовал   | Не участвовал             | Не участвовал            | Не участвовал            | Не участвовал                         | Не участвовал                      | Не участвовал               | Не участвовал              | Не участвовал                 | Не участвовал                 | Не участвовал            |

### Статистика в NCAA
| Сезон   | Команда    | Конференция | Год обучения («FR» — 1 курс, «SO» — 2 курс, «JR» — 3 курс, «SR» — 4 курс) | Сыгранные матчи | Матчи в стартовой пятёрке | Количество минут за игру | Процент попаданий с игры | Процент попадания трёхочковых бросков | Процент попадания штрафных бросков | Количество подборов за игру | Количество передач за игру | Количество перехватов за игру | Количество блок-шотов за игру | Количество очков за игру |
| ------- | ---------- | ----------- | ------------------------------------------------------------------------- | --------------- | ------------------------- | ------------------------ | ------------------------ | ------------------------------------- | ---------------------------------- | --------------------------- | -------------------------- | ----------------------------- | ----------------------------- | ------------------------ |
| 2011/12 | Сент-Джонс | Big East    | FR                                                                        | 32              | 32                        | 36,1                     | 45,2                     | 21,5                                  | 67,6                               | 8,6                         | 1,5                        | 1,6                           | 1,4                           | 15,5                     |
| Всего   | Всего      | Всего       | Всего                                                                     | 32              | 32                        | 36,1                     | 45,2                     | 21,5                                  | 67,6                               | 8,6                         | 1,5                        | 1,6                           | 1,4                           | 15,5                     |

## Личная жизнь
Харклесс - сын Розы Харклесс. У него есть сестра Шакима Харклесс и брат Тайлер Роджерс. Его дед по материнской линии родом из Пуэрто-Рико. Мо был воспитан бабушкой Барбарой Харклесс.